# Меса, Северо
Северо Эфраин Меса Майорга (исп. Severo Efraín Meza Mayorga; родился 9 июля 1986 года в Камаронес, Мексика) — мексиканский футболист, вингер сборной Мексики.

## Клубная карьера
Меса является выпускником футбольной академии клуба «Монтеррей». 8 мая 2005 года в поединке против «Толуки» он дебютировал в мексиканской Примере. Северо вначале использовался тренером как футболист замены, но уже вскоре завоевал место в основе. 4 февраля 2006 года в поединке против «Эстудиантес Текос» Меса забил свой первый гол за клуб. С «Монтерреем» Северо дважды выиграл чемпионат, а также Лигу чемпионов КОНКАКАФ. В декабре 2012 года он вместе с командой завоевал бронзовые медали клубного чемпионата мира в Японии.
В начале 2016 года Меса на правах аренды перешёл в «Дорадос де Синалоа». 10 января в поединке против клуба «Чьяпас» он дебютировал за «дорад».
Летом того же года Северо на правах аренды перешёл в «Некаксу». 17 июля в матче против «Крус Асуль» он дебютировал за новую команду.

## Международная карьера
27 мая 2012 года в товарищеском матче против сборной Уэльса Меса дебютировал за сборную Мексики.
Северо активно привлекался в национальную команду на матчи отборочного турнира Чемпионата мира 2014.
В июне 2013 года попал в заявку сборной на участие в Кубке конфедераций.

## Достижения
Командные
 «Монтеррей»
- Чемпионат Мексики по футболу — Апертура 2009
- Чемпионат Мексики по футболу — Апертура 2010
- Обладатель Кубка чемпионов КОНКАКАФ — 2010/2011
- Обладатель Кубка чемпионов КОНКАКАФ — 2011/2012
- Обладатель Кубка чемпионов КОНКАКАФ — 2012/2013
- Клубный чемпионат мира по футболу — 2012